# Antoni Drak
Antoni Drak – urzędnik c. i k., starosta powiatowy staromiejski, m.in. w 1873, 1874, 1875, 1876, 1877, 1878, 1880, 1885, 1886. Odznaczony Złotym Krzyżem Zasługi z koroną i medalem wojennym. Honorowy obywatel Staregomiasta (obecnie Stary Sambor). 